# Lettische EU-Ratspräsidentschaft 2015
Die lettische Ratspräsidentschaft bezeichnete den Vorsitz der Republik Lettland im Ministerrat der EU für die erste Jahreshälfte 2015. Damit setzte sie die Trio-Ratspräsidentschaft von Italien, Lettland und Luxemburg fort. Es war der erste Ratsvorsitz des 2004 der EU beigetretenen Landes.
Die Website der lettischen EU-Ratspräsidentschaft steht derzeit nur in vier Arbeitssprachen der Europäischen Union – in lettischer, englischer, deutscher und französischer Sprache, zur Verfügung (siehe auch Amtssprachen der Europäischen Union).

## Prioritäten der lettischen EU-Ratspräsidentschaft
Im Januar 2014 beschloss die lettische Regierung die drei Schwerpunktbereiche der lettischen EU-Ratspräsidentschaft:
- Wettbewerb in der EU als Grundlage für das Wachstum und die Verbesserung der Lebensqualität der Menschen
- Digitale Medien, die Möglichkeit der Nutzung für die künftige Entwicklung der EU
- Die Stärkung der Rolle der EU auf globaler Ebene und die EU als Platz des Wohlergehens und der Sicherheit für die Nachbarregionen.

Sie sind eingebettet in das 18-Monats-Programm der Trio-Ratspräsidentschaft von Italien, Lettland und Luxemburg.
Gemäß Arbeitsprogramm vom 6. Januar 2015 soll die EU-Ratspräsidentschaft Lettlands auch
- zur Verwirklichung der strategischen Leitlinien des Europäischen Rates für einen Raum der Freiheit, der Sicherheit und des Rechts beitragen,
- bei der Datenschutz-Grundverordnung und -Richtlinie eine zeitnahe Einigung im Rat erreicht werden, sodass der Trilog beginnen kann,
- es sollen die Verhandlungen zum Verordnungsvorschlag über die Errichtung einer Europäischen Staatsanwaltschaft verstärkt werden,
- in Trilogverhandlungen zur Richtlinie zur strafrechtlichen Bekämpfung von gegen die Interessen der EU gerichteten Betrugs baldmöglichst offene Fragen geklärt werden,
- die Verordnung über das europäische Verfahren über geringfügige Forderungen (sog. Small Claims) soll überarbeitet werden und ebenfalls
- die Verordnung zur Vereinfachung der Annahme bestimmter öffentlicher Urkunden sowie
- die aktuellen Verhandlungen zu drei Richtlinien zu Beschuldigtenrechten im Strafverfahren.

## Logo
Das Logo der Lettischen Präsidentschaft des Rates stellt einen stilisierten Mühlstein dar. Es symbolisiert damit Wohlstand und Erfolg und steht für kreativen und produktiven Arbeitsethos.
Die Rotationsdynamik steht symbolisch für die Entwicklung von Energie und Initiative bei der Überwindung von Herausforderungen. Das Zeichen der Kreisform steht auch für Kreistanz und Spiele – ein jugendlicher Aufruf für die Zusammenarbeit, das Zentrum des Fokus – für die Fähigkeit, sich zu konzentrieren und das Streben nach gemeinsamen Werten. Schließlich markieren ihre Strahlen die Sonnensymbolik – damit die Verknüpfung zur ewigen Bewegung, sowie dem Glauben an die positiven Ideale und die Vitalität. Die Farbgebung des Logos orientiert sich an den Landesfarben Lettlands. Das Logo wurde vom lettischen Grafikdesigner Gunārs Lūsis entworfen.
Das Logo wird in lettischer, englischer, deutscher und französischer Sprache dargestellt.

## Weiteres
- Rat der Europäischen Union
- Vorsitz im Rat der Europäischen Union